# 스마카이힌코엔역
스마카이힌코엔역(일본어: 須磨海浜公園駅 스마카이힌코엔에키[*])은 일본 효고현 고베시 스마구에 위치한 서일본 여객철도의 역이다. 역 이름은 인접한 스마 해안공원에서 유래했다.

## 역 구조
각역정차 (보통)만 정차하는 승강장은 내측선에 설치되었다. 섬식 승강장으로 1면 2선이며, 최대 8량까지 대응할 수 있는 승강장이다. 외측선은 승강장이 없기 때문에 외측선을 달리는 모든 열차는 통과한다. 또, 초록 창구는 낮에만 영업한다.
사쿠라슈쿠가와역과 같이 독자적인 발차 멜로디 (입선 멜로디)가 도입되었다. 이 역에 사용되는 멜로디는 일본의 현대 동요인 '가모메노스이헤이상'(일본어: 鴎の水兵さん)을 일부 변형한 것이다. (또 이 곡은 서일본 여객철도 산요 본선의 미하라역(三原駅)에서도 채용하였지만 스마카이힌코엔 역의 것과는 달리 변조된 것을 사용하고 있다.)
어번 네트워크 구역의 일부로 이코카 및 제휴 IC 카드의 사용이 가능하며, 흡연 코너가 설치되어 있지 않고 종일 전면 금연제를 채택하고 있다.
| 1 | ■JR 고베 선 (상행선) | 산노미야・아마가사키・오사카 방면 |
| 2 | ■JR 고베 선 (하행선) | 니시아카시・히메지 방면           |

## 역사
- 2008년 3월 15일 - 서일본 여객철도 산요 본선 다카토리 ~ 스마역 사이에 시간표 전면 개정에 맞추어 신설 개업.

## 인접정차역
| 서일본 여객철도 산요 본선 | 서일본 여객철도 산요 본선 | 서일본 여객철도 산요 본선 |
| ------------------------- | ------------------------- | ------------------------- |
| 다카토리 교토 방면        | ■ JR 고베 선 보통         | 스마 니시아카시 방면      |